# Zbigniew Pietrzykowski
Zbigniew Jan Pietrzykowski est un boxeur polonais né le 4 octobre 1934 à Bestwinka en Voïvodie de Silésie et mort le 19 mai 2014.

## Biographie
Affilié au BBTS Bielsko puis au Legia Warszawa, il a participé par trois fois aux Jeux olympiques d'été et est monté à chaque fois sur le podium. Il n'a été battu que par le jeune Cassius Clay (futur Mohamed Ali) en finale du tournoi des mi-lourds des Jeux de Rome en 1960.
Il a également participé cinq fois aux championnats d'Europe de boxe amateur, remportant là aussi 5 médailles dont 4 d'or.
Aux championnats nationaux, il a décroché le titre à onze reprises.

## Palmarès

### Jeux olympiques
- Jeux olympiques d'été de 1956 à Melbourne en super welters (-71 kg)
- Jeux olympiques d'été de 1960 à Rome en mi-lourds (-81 kg)
- Jeux olympiques d'été de 1964 à Tokyo en mi-lourds (-81 kg)

### Championnats d'Europe de boxe
- Championnats d'Europe de boxe amateur 1953 à Varsovie en super welters (-71 kg)
- Championnats d'Europe de boxe amateur 1955 à Berlin-Ouest en super welters (-71 kg)
- Championnats d'Europe de boxe amateur 1957 à Prague en moyens (-75 kg)
- Championnats d'Europe de boxe amateur 1959 à Lucerne en mi-lourds (-81 kg)
- Championnats d'Europe de boxe amateur 1963 à Moscou en mi-lourds (-81 kg)

### Championnats de Pologne de boxe
- Zbigniew Pietrzykowski a été 11 fois champion de Pologne: en super welters de 1954 à 1956; en poids moyens en 1957 et en mi-lourds de 1959 à 1965.